# Atletica leggera all'XI Festival olimpico estivo della gioventù europea
Le competizioni di atletica leggera al XI Festival olimpico estivo della gioventù europea si svolgeranno dal 23 al 29 luglio 2011 presso il Söğütlü Athletics Stadium di Trebisonda, in Turchia.

## Risultati

### Uomini
| Specialità           | Oro                    | Prestazione | Argento                   | Prestazione | Bronzo                         | Prestazione |
| 100 m                | Daniel Kölsch          | 10"66       | Leon Reid                 | 10"68       | Marek Bakalar                  | 10"75       |
| 200 m                | Thomas Holligan        | 21"46       | Ilya Siratsiuk            | 21"55       | Marek Bakalar                  | 21"57       |
| 400 m                | Clovis Asong           | 46"93       | Steffen Dale Trenk        | 48"74       | Aliaksandr Krasouski           | 48"91       |
| 800 m                | Brecht Bertels         | 1'50"90     | Nemanja Kojić             | 1'51"55     | Karl John Griffin              | 1'51"64     |
| 1500 m               | Ruairi Finnegan        | 3'53"78     | Samuele Dini              | 3'54"45     | James Lamswood                 | 3'55"02     |
| 3000 m               | Bohdan-Ivan Horodyskyi | 8'21"99     | Gordon Benson             | 8'23"05     | Lorenzo Dini                   | 8'24"20     |
| 2000 m siepi         | Gonzalo Basconcelo     | 5'54"60     | Italo Quazzola            | 5'56"30     | Johannes Maximilian Motschmann | 5'57"37     |
| 110 m ostacoli       | Lorenzo Perini         | 13"44       | Wilhem Belocian           | 13"50       | Thomas Durant                  | 13"56       |
| 400 m ostacoli       | Ben Kiely              | 52"69       | Jacob Paul                | 52"80       | Vladislav Tsygankov            | 53"01       |
| Staffetta 4x100 m    | Francia France         | 40"90       | Regno Unito Great Britain | 41"37       | Belgio Belgium                 | 41"60       |
| Salto in alto        | Gaël Rotardier         | 2,11 m      | Falk Wendrich             | 2,08 m      | Pavel Kipra                    | 2,08 m      |
| Salto in lungo       | Elliot Safo            | 7,38 m      | Stefano Braga             | 7,36 m      | Semen Popov                    | 7,36 m      |
| Salto triplo         | Robert Clarke          | 15,50 m     | Lasha Gulelauri           | 15,49 m     | Jean-Noël Crétinoir            | 15,49 m     |
| Salto con l'asta     | Robert Renner          | 5,31 m      | Torben Laidig             | 5,00 m      | Georgiy Bykov                  | 4,95 m      |
| Getto del peso       | Vladyslav Chernikov    | 20,13 m     | Matti Sivonen             | 19,43 m     | Mesud Pezer                    | 19,13 m     |
| Lancio del disco     | Dominik Kosar          | 56,04 m     | Vladyslav Chernikov       | 55,40 m     | Martin Pilato                  | 55,34 m     |
| Lancio del martello  | Bence Pásztor          | 84,41 m     | Sergiy Reheda             | 80,81 m     | Ozkan Baltaci                  | 78,90 m     |
| Tiro del giavellotto | Yuriy Kushniruk        | 83,42 m     | Sebastian Teikari         | 75,43 m     | Povilas Dabasinskas            | 73,23 m     |

### Donne
| Specialità           | Oro                     | Prestazione | Argento                  | Prestazione | Bronzo               | Prestazione |
| 100 m                | Sophie Papps            | 11"82       | Samantha Dagry           | 11"91       | Solenn Compper       | 11"99       |
| 200 m                | Ekaterina Renzhina      | 23"64       | Justien Grillet          | 23"94       | Anna Hämäläinen      | 24"14       |
| 400 m                | Modesta Morauskaite     | 54"07       | Kimberley Efonye         | 54"30       | Barbara Camblor      | 55"03       |
| 800 m                | Olena Sidorska          | 2'05"26     | Camilla de Bleecker      | 2'05"74     | Luna Udelhoven       | 2'07"30     |
| 1500 m               | Sophie Riches           | 4'25"95     | Síofra Cléirigh Büttner  | 4'26"42     | Meropi Panayiotou    | 4'29"13     |
| 3000 m               | Alena Kudashkina        | 9'18"46     | Anca Maria Bunea         | 9'30"81     | Jip Vastenburg       | 9'39"47     |
| 2000 m siepi         | Dana Elena Loghin       | 6'40"93     | Johanna Christine Schulz | 6'46"49     | Olja Nikolić         | 6'48"05     |
| 100 m ostacoli       | Nadine Visser           | 13"28       | Monika Zapalska          | 13"52       | Sarah Kate Lavin     | 13"62       |
| 400 m ostacoli       | Katsiaryna Verameyenka  | 59"57       | Emeline Bauwe            | 1'00"42     | Megan Kiely          | 1'00"44     |
| Staffetta 4x100 m    | Paesi Bassi Netherlands | 45"93       | Belgio Belgium           | 46"12       | Russia Russia        | 46"58       |
| Salto in alto        | Dior Delophont          | 1,85 m      | Leontia Kallenou         | 1,79 m      | Ligia Damaris Grozav | 1,79 m      |
| Salto con l'asta     | Roberta Bruni           | 4,10 m      | Georgia Stefanidi        | 4,10 m      | Kristina Bondarenko  | 4,10 m      |
| Salto in lungo       | Maryna Bekh             | 6,25 m      | Julia Gerter             | 6,14 m      | Marina Buchelnikova  | 6,11 m      |
| Salto triplo         | Ana Peleteiro           | 13,17 m     | Sokhna Galle             | 13,11 m     | Anna Krasutska       | 13,00 m     |
| Getto del peso       | Natalia Shirobokova     | 14,23 m     | Charlene Okken           | 13,84 m     | Monia Cantarella     | 13,67 m     |
| Lancio del disco     | Florentia Kalogeraki    | 48,31 m     | Natalia Shirobokova      | 48,31 m     | Ozge Yilmaz          | 44,72 m     |
| Lancio del martello  | Hanna Zinchuk           | 59,48 m     | Alyona Shamotina         | 59,23 m     | Petra Jakeljić       | 56,35 m     |
| Tiro del giavellotto | Alina Gerasimchuk       | 53,86 m     | Liveta Jasiunaite        | 52,00 m     | Alexie Alaïs         | 50,94 m     |